# Yulduz Usmonova
Yulduz Usmonova, vaak geschreven Yulduz Usmanova, (in het Oezbeeks: Yulduz Usmonova, Юлдуз Усмонова, Russisch: Юлдуз Усманова, Turks: Yıldız Usmonova/Usmanova, uitspraak: joeldoez oesmonova) (Margilan, Fergana, Oezbekistan, 12 december 1963) is een Oezbeeks zangeres.
Ze studeerde af aan het Conservatorium van Tasjkent. In 1991 trad ze met succes op tijdens het Voice of Asia festival in Almaty. In 1994 bracht ze haar debuutalbum uit. In haar muziek combineert ze Oezbeekse volksmuziektradities, met Turkse, Perzische en Centraal-Aziatische elementen, met de westerse invloeden van rock en jazz.
In de jaren 90 trad zij ook regelmatig op in Europese landen als Nederland, België en Duitsland. In Nederland trad ze onder andere op tijdens Festival Mundial, het Amsterdam Roots Festival en het Houtfestival. In Nederland had ze een fanclub, Friends of Yulduz Usmanova. In Oezbekistan verkocht Usmanova miljoenen platen.
In 2008 verhuisde Yulduz, na problemen met de Oezbeekse autoriteiten, naar Turkije.

## Privé
Usmonova is de moeder van Nilufar Usmonova die tevens zangeres en actrice is.

## Discografie

### Studio-albums
- Alma Alma (1994)
- Jannona (1995)
- Binafscha (1996)
- Yulduz (1999)
- Bilmadim (2003)

- Bibliothèque nationale de France: cb14012881f (data)
- Gemeinsame Normdatei: 13477664X
- International Standard Name Identifier: 0000 0001 1620 660X
- Library of Congress Control Number: no00056586
- MusicBrainz: c42b6496-c98b-4586-8631-8658b9017d25
- Système universitaire de documentation: 193509296
- Virtual International Authority File: 36463585
- WorldCat: E39PBJmHKBHdtHvK3jWtx8FBT3